# Dimorphodes carinatus
Dimorphodes carinatus är en insektsart som beskrevs av Ludwig Redtenbacher 1908. Dimorphodes carinatus ingår i släktet Dimorphodes och familjen Phasmatidae. Inga underarter finns listade i Catalogue of Life.